# Callianthemum coriandrifolium
Callianthemum coriandrifolium är en ranunkelväxtart som beskrevs av Heinrich Gottlieb Ludwig Reichenbach. Callianthemum coriandrifolium ingår i släktet Callianthemum och familjen ranunkelväxter. Inga underarter finns listade i Catalogue of Life.

## Bildgalleri

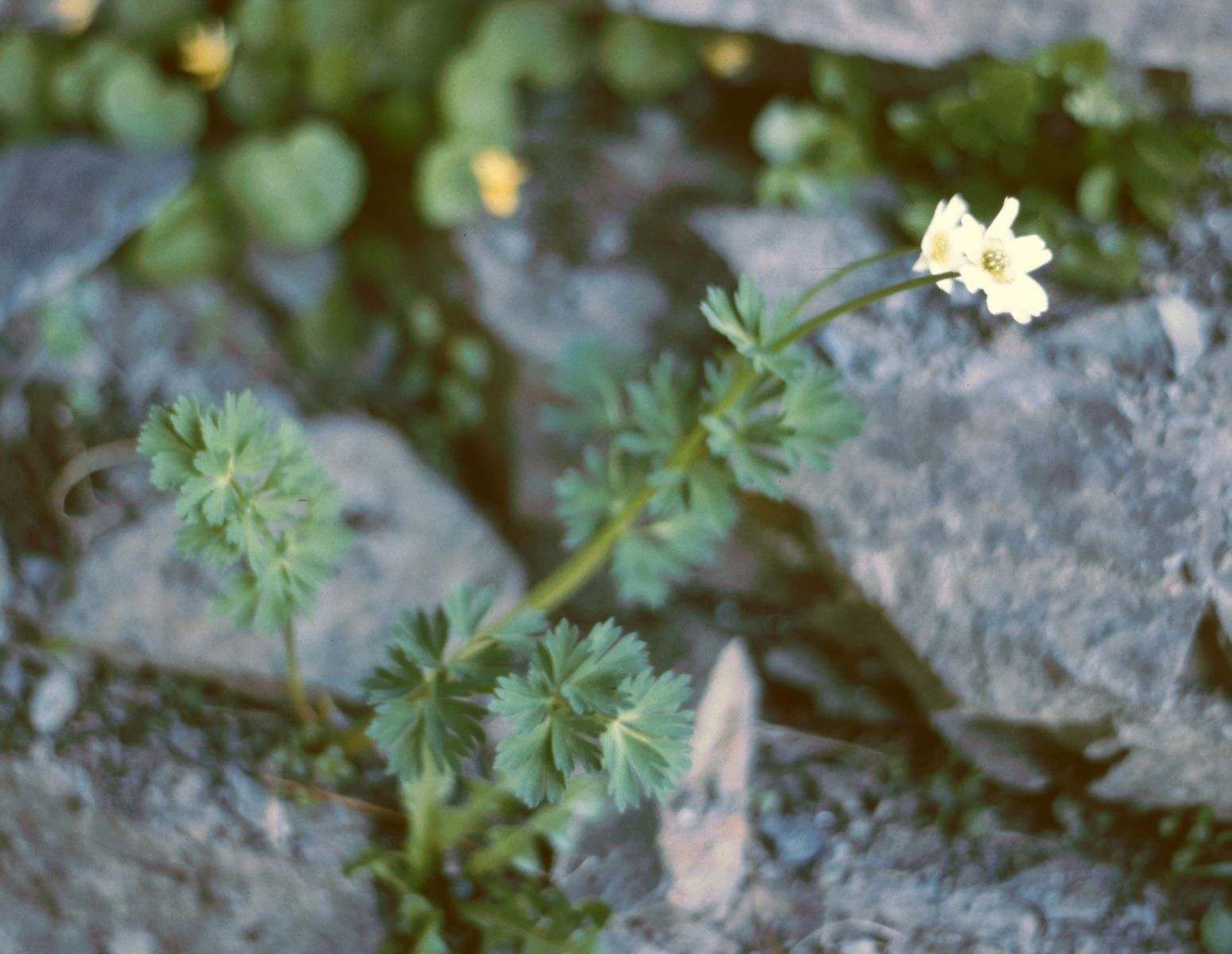
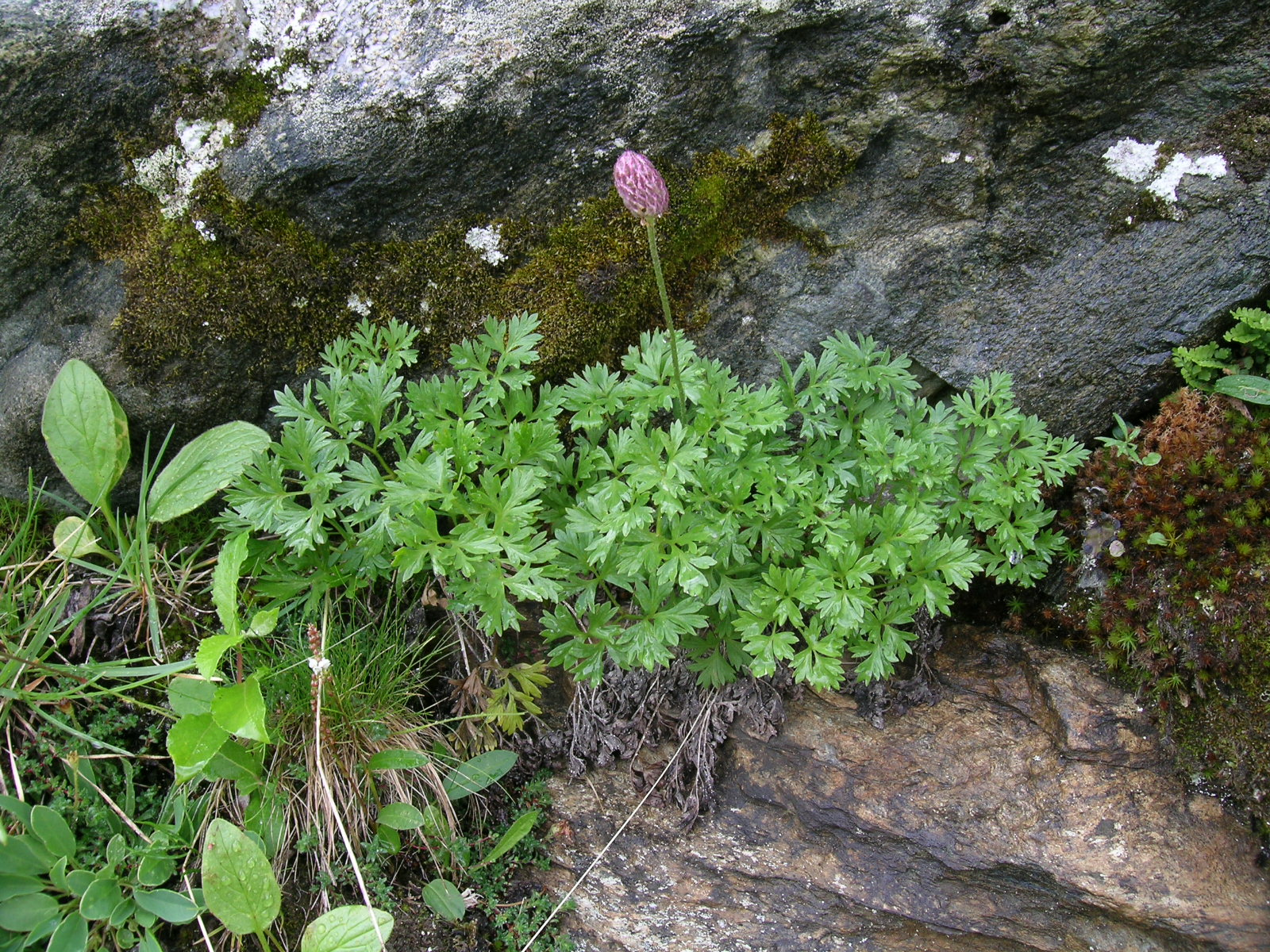